# Mycocentrospora aquatica
Mycocentrospora aquatica är en svampart som beskrevs av S.H. Iqbal 1974. Mycocentrospora aquatica ingår i släktet Mycocentrospora, ordningen Pleosporales, klassen Dothideomycetes, divisionen sporsäcksvampar och riket svampar.   Inga underarter finns listade i Catalogue of Life.